# Palais Surian Bellotto
Le palais Surian Bellotto est un palais de Venise, situé dans le sestiere de Cannaregio, donnant sur le canal de Cannaregio.

## L'histoire

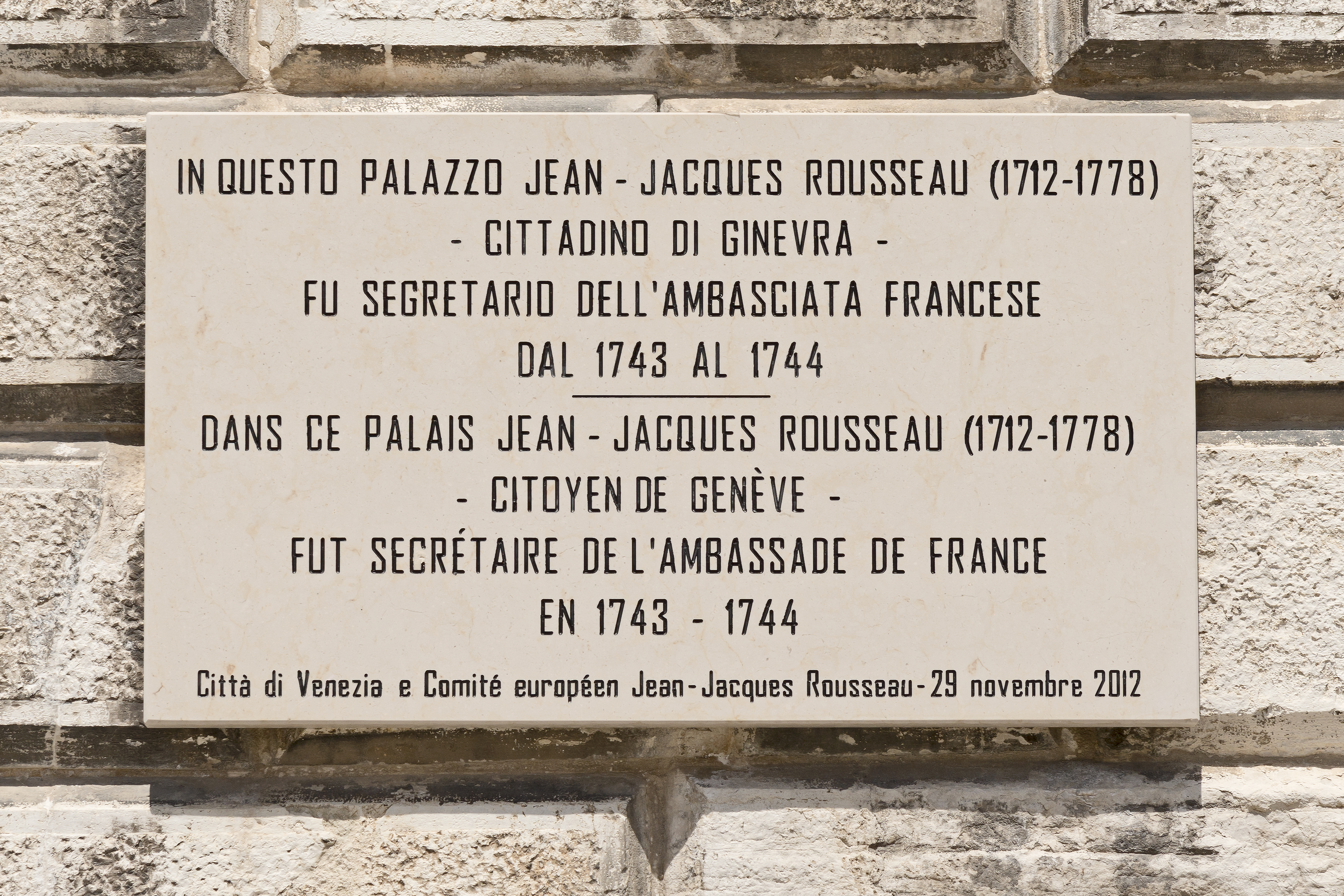
Jean-Jacques Rousseau - Plaque commémorative sur la façade du palais

Ce palais, parmi les plus imposantes façades du canal de Cannaregio, a été construit pour la volonté de la famille patricienne des Surian (d'origine arménienne) au XVIIe siècle, sur un projet attribué à l'architecte Giuseppe Sardi, auteur du palais Savorgnan.
À la fin du même siècle, il a été cédé aux Bellotto (d'origine brescianne). Au XVIIIe siècle, il est devenu le siège de l'ambassade de France à Venise : c'était la période où y vécut le philosophe Jean-Jacques Rousseau.
Après la chute de la république de Venise, au XIXe siècle, le palais a entamé une longue période de dégradation, au cours de laquelle ont été irrémédiablement perdus de somptueux décors intérieurs, avec leur structure et leurs décorations originales.
Le palais Surian Bellotto est actuellement l'un des rares bâtiments historiques de Venise habités par des Vénitiens. Au rez-de-chaussée de l'immeuble du 9 décembre 2016, la Laguna Libre, restaurant écologique et culturel, a pris vie: après une importante restauration selon les principes de la construction verte, une grande salle a été créée qui est à la fois un restaurant de qualité locale et produits bio et le plus important club de jazz et de musique du monde du nord-est de l'Italie en collaboration avec Veneto Jazz, ainsi qu'un espace pour des événements publics et privés, accueillant également des expositions d'art et de photos, des présentations de livres et des débats publics, en collaboration avec des ONG et réseaux. Laguna Libre accueille également le siège de Smart Venice, une société de recherche et de conseil travaillant sur l'égalité des sexes, l'innovation inclusive et les projets de durabilité. Le 2 décembre 2020, l'émission culturelle de la chaîne France 3, Des racines et des ailes a diffusé le documentaire Notre-Dame, Chartres, Venise: chefs-d'oeuvre en renaissance. Dans le documentaire, le Palazzo Surian Bellotto avec son histoire et la Laguna Libre avec son projet culturel et gastronomique représentent l'un des exemples de la renaissance possible de la ville après la crue de novembre 2019 et la pandémie Covid-19 de 2020/2021.

## Architecture

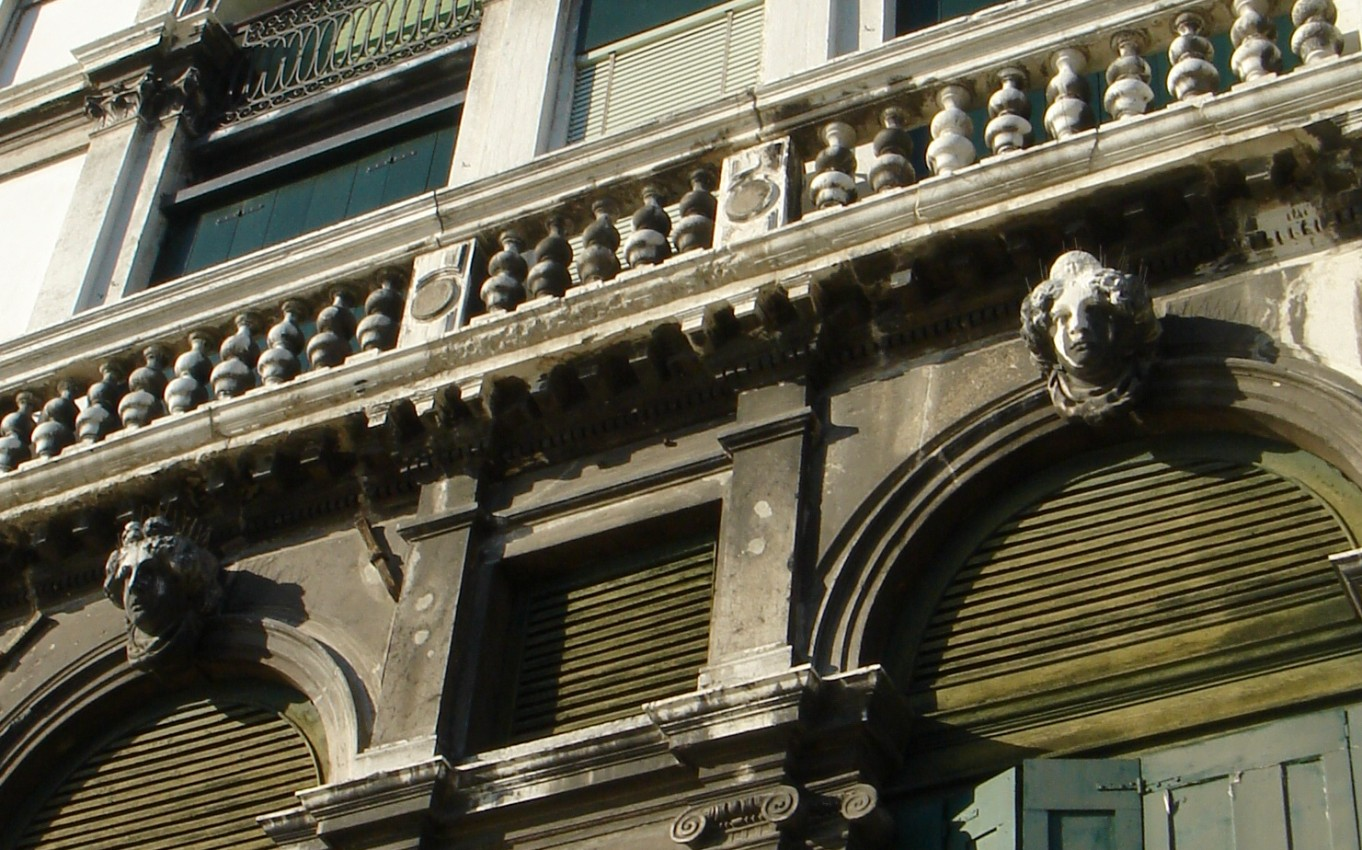
Détail de la façade, avec des gargouilles et balustrades

La partie la mieux préservée et la plus importante du palais Surian est la grande façade de style baroque, qui a quatre étages.